# Cryptorhynchus
Cryptorhynchus är ett släkte av skalbaggar som beskrevs av Johann Karl Wilhelm Illiger 1807. Cryptorhynchus ingår i familjen vivlar.

## Dottertaxa tillCryptorhynchus, i alfabetisk ordning[1][2]
- Cryptorhynchus abbreviatulus
- Cryptorhynchus abdominalis
- Cryptorhynchus adspersus
- Cryptorhynchus aequicollis
- Cryptorhynchus affaber
- Cryptorhynchus affinis
- Cryptorhynchus albicollis
- Cryptorhynchus albifrons
- Cryptorhynchus albipes
- Cryptorhynchus albocaudatus
- Cryptorhynchus albofasciatus
- Cryptorhynchus albonotatus
- Cryptorhynchus alboscapularis
- Cryptorhynchus alboscutosus
- Cryptorhynchus albosparsus
- Cryptorhynchus alpinus
- Cryptorhynchus alternans
- Cryptorhynchus altifrons
- Cryptorhynchus amictus
- Cryptorhynchus amoenus
- Cryptorhynchus amplicollis
- Cryptorhynchus anaglypticus
- Cryptorhynchus anceps
- Cryptorhynchus annulatus
- Cryptorhynchus antares
- Cryptorhynchus antiquus
- Cryptorhynchus apicalis
- Cryptorhynchus apicatus
- Cryptorhynchus apiculatus
- Cryptorhynchus arachnodes
- Cryptorhynchus aratus
- Cryptorhynchus areneus
- Cryptorhynchus argula
- Cryptorhynchus armigerus
- Cryptorhynchus armipes
- Cryptorhynchus arnoldi
- Cryptorhynchus asper
- Cryptorhynchus asperatus
- Cryptorhynchus aspericollis
- Cryptorhynchus aspis
- Cryptorhynchus assimilans
- Cryptorhynchus atricapillus
- Cryptorhynchus atrobrunneus
- Cryptorhynchus atrofasciatus
- Cryptorhynchus atromaculatus
- Cryptorhynchus atroplagiatus
- Cryptorhynchus atropos
- Cryptorhynchus auritarsis
- Cryptorhynchus austerus
- Cryptorhynchus australis
- Cryptorhynchus aversandus
- Cryptorhynchus axillaris
- Cryptorhynchus balteatus
- Cryptorhynchus batatae
- Cryptorhynchus betulinus
- Cryptorhynchus biangularis
- Cryptorhynchus bicaudatus
- Cryptorhynchus bicirculus
- Cryptorhynchus bicoloratus
- Cryptorhynchus bicostatus
- Cryptorhynchus bifasciatus
- Cryptorhynchus biguttulus
- Cryptorhynchus bilunaris
- Cryptorhynchus binotatus
- Cryptorhynchus biornatus
- Cryptorhynchus bisignatus
- Cryptorhynchus bistrigirostris
- Cryptorhynchus bitrapezoides
- Cryptorhynchus bitriangulum
- Cryptorhynchus bituberculatus
- Cryptorhynchus bohemani
- Cryptorhynchus bombina
- Cryptorhynchus bonsdorffii
- Cryptorhynchus borraginis
- Cryptorhynchus brevipes
- Cryptorhynchus brevirostris
- Cryptorhynchus brevis
- Cryptorhynchus breyeri
- Cryptorhynchus brunneus
- Cryptorhynchus bullatus
- Cryptorhynchus calcaratus
- Cryptorhynchus calidus
- Cryptorhynchus camelus
- Cryptorhynchus capensis
- Cryptorhynchus capistratus
- Cryptorhynchus capucinus
- Cryptorhynchus carbonarius
- Cryptorhynchus carinatus
- Cryptorhynchus carinellus
- Cryptorhynchus cariosus
- Cryptorhynchus castigatus
- Cryptorhynchus caudex
- Cryptorhynchus cavernosus
- Cryptorhynchus cerdo
- Cryptorhynchus cinctellus
- Cryptorhynchus cingillum
- Cryptorhynchus cingulum
- Cryptorhynchus circulus
- Cryptorhynchus clathratus
- Cryptorhynchus clericus
- Cryptorhynchus clitellarius
- Cryptorhynchus clunifex
- Cryptorhynchus coecus
- Cryptorhynchus compactus
- Cryptorhynchus compernis
- Cryptorhynchus concretus
- Cryptorhynchus conicollis
- Cryptorhynchus consobrinus
- Cryptorhynchus cordifer
- Cryptorhynchus cordiger
- Cryptorhynchus corosus
- Cryptorhynchus corruscans
- Cryptorhynchus corticalis
- Cryptorhynchus coruscans
- Cryptorhynchus costatus
- Cryptorhynchus costicollis
- Cryptorhynchus costiger
- Cryptorhynchus crassipes
- Cryptorhynchus cribricollis
- Cryptorhynchus crinitarsis
- Cryptorhynchus cristatus
- Cryptorhynchus crucifer
- Cryptorhynchus crudus
- Cryptorhynchus crux
- Cryptorhynchus cubae
- Cryptorhynchus cucullatus
- Cryptorhynchus cylindraceus
- Cryptorhynchus cylindricornis
- Cryptorhynchus cynicus
- Cryptorhynchus declaratus
- Cryptorhynchus definitus
- Cryptorhynchus degluptus
- Cryptorhynchus delirus
- Cryptorhynchus delumbatus
- Cryptorhynchus delumbis
- Cryptorhynchus dentatus
- Cryptorhynchus denticollis
- Cryptorhynchus dentipes
- Cryptorhynchus denutatus
- Cryptorhynchus depressirostris
- Cryptorhynchus diabolicus
- Cryptorhynchus didymus
- Cryptorhynchus difficilis
- Cryptorhynchus difformis
- Cryptorhynchus dimidiatus
- Cryptorhynchus diocletianus
- Cryptorhynchus discicollis
- Cryptorhynchus discretus
- Cryptorhynchus divergens
- Cryptorhynchus diversus
- Cryptorhynchus dorsalis
- Cryptorhynchus dromedarius
- Cryptorhynchus dubius
- Cryptorhynchus duplicatus
- Cryptorhynchus echii
- Cryptorhynchus echinatus
- Cryptorhynchus elegans
- Cryptorhynchus elevatus
- Cryptorhynchus eminens
- Cryptorhynchus ephippiatus
- Cryptorhynchus ephippiger
- Cryptorhynchus equestris
- Cryptorhynchus erinaceus
- Cryptorhynchus exasperatus
- Cryptorhynchus excavatus
- Cryptorhynchus exsculpticollis
- Cryptorhynchus fasciatus
- Cryptorhynchus fasciculaticollis
- Cryptorhynchus fasciculatus
- Cryptorhynchus fasciculifer
- Cryptorhynchus fasciculosus
- Cryptorhynchus femoralis
- Cryptorhynchus ferratus
- Cryptorhynchus fictus
- Cryptorhynchus flavescens
- Cryptorhynchus flavoscutellatus
- Cryptorhynchus foveaticollis
- Cryptorhynchus foveatus
- Cryptorhynchus foveolatus
- Cryptorhynchus frigidus
- Cryptorhynchus frontalis
- Cryptorhynchus fuliginosus
- Cryptorhynchus fullo
- Cryptorhynchus fumatus
- Cryptorhynchus fumosus
- Cryptorhynchus funebris
- Cryptorhynchus fuscus
- Cryptorhynchus gausapatus
- Cryptorhynchus gelasimus
- Cryptorhynchus geminatus
- Cryptorhynchus geminus
- Cryptorhynchus gentilis
- Cryptorhynchus germari
- Cryptorhynchus gibber
- Cryptorhynchus gibbosus
- Cryptorhynchus gibbus
- Cryptorhynchus globosus
- Cryptorhynchus gracilis
- Cryptorhynchus graminis
- Cryptorhynchus granosus
- Cryptorhynchus grisescens
- Cryptorhynchus griseus
- Cryptorhynchus grypus
- Cryptorhynchus guadelupensis
- Cryptorhynchus guadulpensis
- Cryptorhynchus guttifer
- Cryptorhynchus haemorrhoes
- Cryptorhynchus hebes
- Cryptorhynchus hexacanthus
- Cryptorhynchus hirtus
- Cryptorhynchus hispidulus
- Cryptorhynchus hispidus
- Cryptorhynchus histrio
- Cryptorhynchus horridus
- Cryptorhynchus hospes
- Cryptorhynchus humeralis
- Cryptorhynchus humilis
- Cryptorhynchus hypocrita
- Cryptorhynchus illex
- Cryptorhynchus illicitus
- Cryptorhynchus illotus
- Cryptorhynchus imbellis
- Cryptorhynchus impexus
- Cryptorhynchus impluviatus
- Cryptorhynchus impuratus
- Cryptorhynchus inaequalis
- Cryptorhynchus incertus
- Cryptorhynchus indecorus
- Cryptorhynchus ineptus
- Cryptorhynchus infarctus
- Cryptorhynchus informis
- Cryptorhynchus infulatus
- Cryptorhynchus inglorius
- Cryptorhynchus inquinatus
- Cryptorhynchus insanius
- Cryptorhynchus insubidus
- Cryptorhynchus insularis
- Cryptorhynchus interruptus
- Cryptorhynchus interstitialis
- Cryptorhynchus irroratus
- Cryptorhynchus jamaicensis
- Cryptorhynchus kunzei
- Cryptorhynchus lacunicollis
- Cryptorhynchus lapathi
- Cryptorhynchus lateralis
- Cryptorhynchus leachii
- Cryptorhynchus lemniscatus
- Cryptorhynchus lemur
- Cryptorhynchus lentiginosus
- Cryptorhynchus lepidotus
- Cryptorhynchus leucocephalus
- Cryptorhynchus leucocoma
- Cryptorhynchus leucomelas
- Cryptorhynchus leucophaeus
- Cryptorhynchus levidipus
- Cryptorhynchus levipidus
- Cryptorhynchus linariae
- Cryptorhynchus lineatocollis
- Cryptorhynchus lineola
- Cryptorhynchus liratus
- Cryptorhynchus lirinus
- Cryptorhynchus lithodermus
- Cryptorhynchus litura
- Cryptorhynchus longus
- Cryptorhynchus luctuosus
- Cryptorhynchus macropus
- Cryptorhynchus maculatus
- Cryptorhynchus mamillatus
- Cryptorhynchus mangiferae
- Cryptorhynchus marci
- Cryptorhynchus marginatus
- Cryptorhynchus metallinus
- Cryptorhynchus miles
- Cryptorhynchus miniatus
- Cryptorhynchus misellus
- Cryptorhynchus mitis
- Cryptorhynchus modestus
- Cryptorhynchus moestus
- Cryptorhynchus monachus
- Cryptorhynchus morbillosus
- Cryptorhynchus morio
- Cryptorhynchus muriceus
- Cryptorhynchus mutabilis
- Cryptorhynchus nasutus
- Cryptorhynchus nebulosus
- Cryptorhynchus nenuphar
- Cryptorhynchus nigridorsis
- Cryptorhynchus nigrobrunneus
- Cryptorhynchus nigromaculatus
- Cryptorhynchus nitidulus
- Cryptorhynchus niveifrons
- Cryptorhynchus nodulosus
- Cryptorhynchus nota
- Cryptorhynchus notabilis
- Cryptorhynchus novalis
- Cryptorhynchus nubifer
- Cryptorhynchus nubilus
- Cryptorhynchus nudirostris
- Cryptorhynchus obliquefasciatus
- Cryptorhynchus obliquus
- Cryptorhynchus obsoletus
- Cryptorhynchus occatus
- Cryptorhynchus ocellopunctatus
- Cryptorhynchus ochraceus
- Cryptorhynchus ochroleucus
- Cryptorhynchus oculatus
- Cryptorhynchus operculatus
- Cryptorhynchus orthodoxus
- Cryptorhynchus orthomastius
- Cryptorhynchus otiosus
- Cryptorhynchus pallidicornis
- Cryptorhynchus palmacollis
- Cryptorhynchus palpebra
- Cryptorhynchus panchezi
- Cryptorhynchus papuanus
- Cryptorhynchus pardalinus
- Cryptorhynchus pauper
- Cryptorhynchus pavefactus
- Cryptorhynchus pectorestriatus
- Cryptorhynchus perforatus
- Cryptorhynchus perinsignis
- Cryptorhynchus pertusus
- Cryptorhynchus piger
- Cryptorhynchus pilipes
- Cryptorhynchus pilosellus
- Cryptorhynchus pilosus
- Cryptorhynchus pinguis
- Cryptorhynchus plagiatus
- Cryptorhynchus plagifer
- Cryptorhynchus planatus
- Cryptorhynchus planicollis
- Cryptorhynchus planidorsis
- Cryptorhynchus planirostris
- Cryptorhynchus plumipes
- Cryptorhynchus podagrosus
- Cryptorhynchus poecilus
- Cryptorhynchus pollinarius
- Cryptorhynchus pollinosus
- Cryptorhynchus porcatus
- Cryptorhynchus porcinus
- Cryptorhynchus porculeti
- Cryptorhynchus porcus
- Cryptorhynchus porifer
- Cryptorhynchus porosus
- Cryptorhynchus porriginosus
- Cryptorhynchus postfasciatus
- Cryptorhynchus posthumus
- Cryptorhynchus posticatus
- Cryptorhynchus posticus
- Cryptorhynchus postularius
- Cryptorhynchus pudens
- Cryptorhynchus pumilus
- Cryptorhynchus punctulatus
- Cryptorhynchus pusio
- Cryptorhynchus pustulatus
- Cryptorhynchus quadrifoveatus
- Cryptorhynchus quadripunctatus
- Cryptorhynchus quadrivittatus
- Cryptorhynchus quercicola
- Cryptorhynchus querulus
- Cryptorhynchus raucus
- Cryptorhynchus ravus
- Cryptorhynchus reichei
- Cryptorhynchus retentus
- Cryptorhynchus retusus
- Cryptorhynchus rhinoceros
- Cryptorhynchus rigidus
- Cryptorhynchus roboris
- Cryptorhynchus rotundicollis
- Cryptorhynchus rubiginosus
- Cryptorhynchus rudis
- Cryptorhynchus ruficornis
- Cryptorhynchus rufoapicalis
- Cryptorhynchus rufoscapularis
- Cryptorhynchus rugatus
- Cryptorhynchus rugulosus
- Cryptorhynchus rusticus
- Cryptorhynchus salicorniae
- Cryptorhynchus sanguinicollis
- Cryptorhynchus scabratus
- Cryptorhynchus scapularis
- Cryptorhynchus sceleratus
- Cryptorhynchus schwarzi
- Cryptorhynchus scorpio
- Cryptorhynchus scotias
- Cryptorhynchus scrobiculatus
- Cryptorhynchus scutellaris
- Cryptorhynchus scutellatus
- Cryptorhynchus sellatus
- Cryptorhynchus semicinctus
- Cryptorhynchus semicircularis
- Cryptorhynchus semicostatus
- Cryptorhynchus senilis
- Cryptorhynchus septemtuberculatus
- Cryptorhynchus serius
- Cryptorhynchus serratus
- Cryptorhynchus setarius
- Cryptorhynchus setifer
- Cryptorhynchus setiferus
- Cryptorhynchus setiger
- Cryptorhynchus setosus
- Cryptorhynchus sexlineatus
- Cryptorhynchus sextuberculatus
- Cryptorhynchus signatus
- Cryptorhynchus signifer
- Cryptorhynchus signum
- Cryptorhynchus simulatus
- Cryptorhynchus sirius
- Cryptorhynchus soleatus
- Cryptorhynchus solidus
- Cryptorhynchus sordidulus
- Cryptorhynchus sparsipes
- Cryptorhynchus spiculator
- Cryptorhynchus spiralis
- Cryptorhynchus squalidus
- Cryptorhynchus statua
- Cryptorhynchus stephensi
- Cryptorhynchus sticticus
- Cryptorhynchus stigma
- Cryptorhynchus stigmaticollis
- Cryptorhynchus stipator
- Cryptorhynchus stipitosus
- Cryptorhynchus stipulator
- Cryptorhynchus strangulatus
- Cryptorhynchus strictus
- Cryptorhynchus striga
- Cryptorhynchus stultus
- Cryptorhynchus subcarinatus
- Cryptorhynchus subfasciatus
- Cryptorhynchus subgibbosus
- Cryptorhynchus submixtus
- Cryptorhynchus subnotatus
- Cryptorhynchus subtuberculatus
- Cryptorhynchus succisus
- Cryptorhynchus sulcicollis
- Cryptorhynchus superbus
- Cryptorhynchus suturalis
- Cryptorhynchus terminatus
- Cryptorhynchus tesselatus
- Cryptorhynchus teter
- Cryptorhynchus tibialis
- Cryptorhynchus tirunculus
- Cryptorhynchus torpescus
- Cryptorhynchus torvus
- Cryptorhynchus triangularis
- Cryptorhynchus tribulosus
- Cryptorhynchus trilineatus
- Cryptorhynchus trimaculatus
- Cryptorhynchus tristis
- Cryptorhynchus troglodytes
- Cryptorhynchus tuberculatus
- Cryptorhynchus tubulatus
- Cryptorhynchus turpiculus
- Cryptorhynchus typhae
- Cryptorhynchus umbrinus
- Cryptorhynchus umbrosus
- Cryptorhynchus unicolor
- Cryptorhynchus urens
- Cryptorhynchus uroleucus
- Cryptorhynchus vacca
- Cryptorhynchus vacillatus
- Cryptorhynchus vaginalis
- Cryptorhynchus variolosus
- Cryptorhynchus varipes
- Cryptorhynchus verruca
- Cryptorhynchus vestitus
- Cryptorhynchus ypsilon